# Oligonychus verduzcoi
Oligonychus verduzcoi är en spindeldjursart som beskrevs av Estebanes och Baker 1968. Oligonychus verduzcoi ingår i släktet Oligonychus och familjen Tetranychidae. Inga underarter finns listade i Catalogue of Life.